# Meile 4
Meile 4 (englisch Mile 4) ist die nördlichste und kleinste Vorstadt von Swakopmund in Namibia.
Der Stadtteil grenzt im Westen an den Atlantik und reicht im Süden bis an geplante Neubaugebiete als Erweiterung von Vogelstrand heran. Der größte, nördliche Teil von Meile 4 nimmt ein privat betriebener Campingplatz ein. Ansonsten befinden sich in Meile 4 wenige ständig bewohnte Einzelhäuser, sondern vor allem Ferienhäuser- und wohnungen. Größtes Gebäude ist das direkt am Strand gelegene Sea Side Hotel & Spa.